# Limetz-Villez
Limetz-Villez ist eine französische Gemeinde mit 2.067 Einwohnern (Stand: 1. Januar 2022) im Département Yvelines in der Region Île-de-France. Sie gehört zum Arrondissement Rambouillet und zum Kanton Bonnières-sur-Seine. Die Einwohner werden Carcaïens genannt.

## Geographie

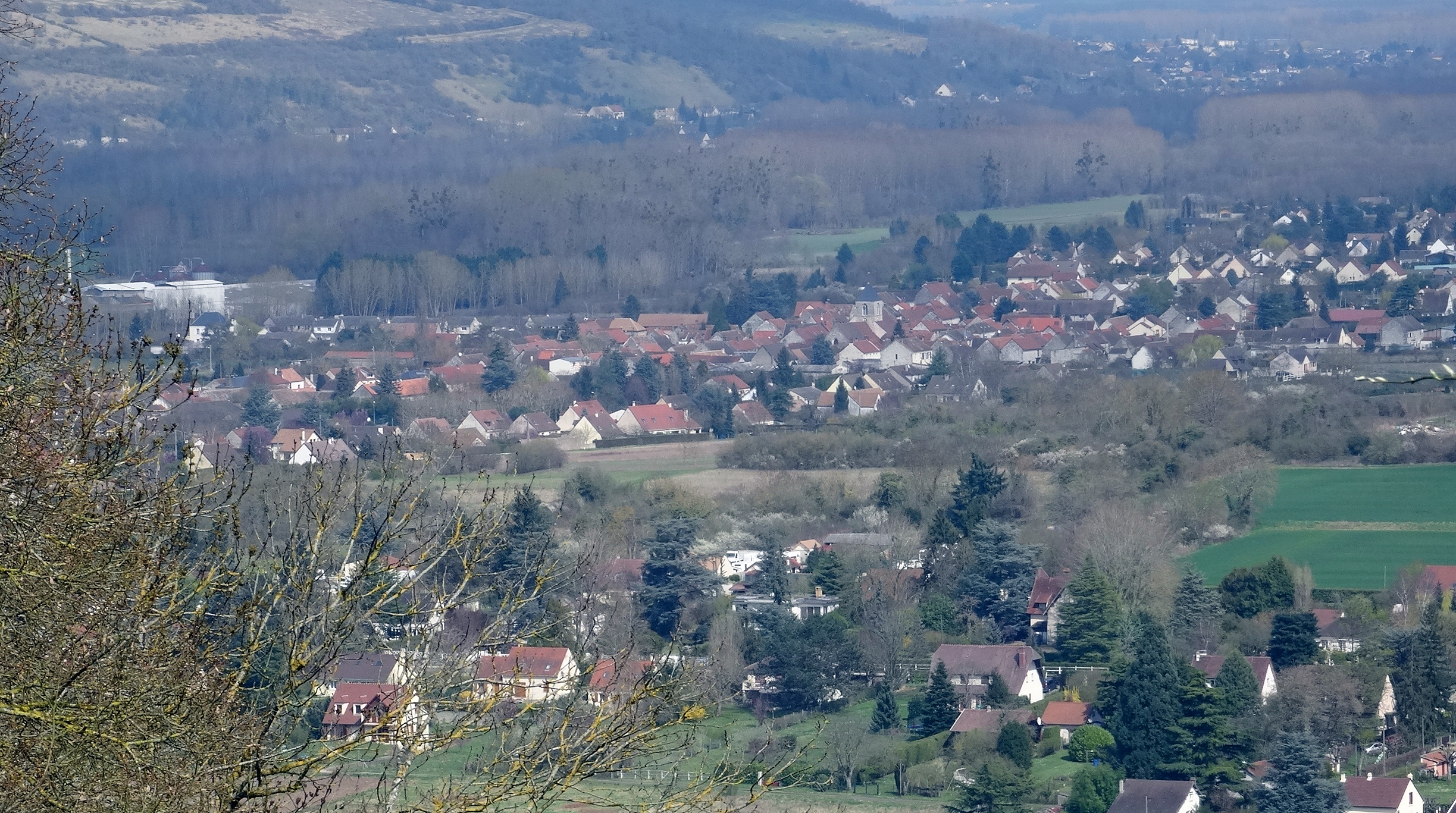
Blick auf Limetz-Villez

Limetz-Villez liegt etwa 62 Kilometer westnordwestlich von Paris an der Seine an der Grenze zum Département Eure. Der Epte, der hier in die Seine mündet, begrenzt die Gemeinde im Norden. Umgeben wird Limetz-Villez von den Nachbargemeinden Giverny im Norden, Sainte-Geneviève-lès-Gasny im Nordosten, Gommecourt im Osten und Nordosten, Bennecourt im Süden und Südosten sowie Notre-Dame-de-la-Mer im Süden und Westen. 

## Bevölkerungsentwicklung
| Jahr                      | 1962 | 1968 | 1975 | 1982 | 1990 | 1999 | 2006 | 2012 |
| Einwohner                 | 745  | 733  | 828  | 1158 | 1400 | 1753 | 1894 | 1918 |
| Quelle: Cassini und INSEE |      |      |      |      |      |      |      |      |

## Sehenswürdigkeiten

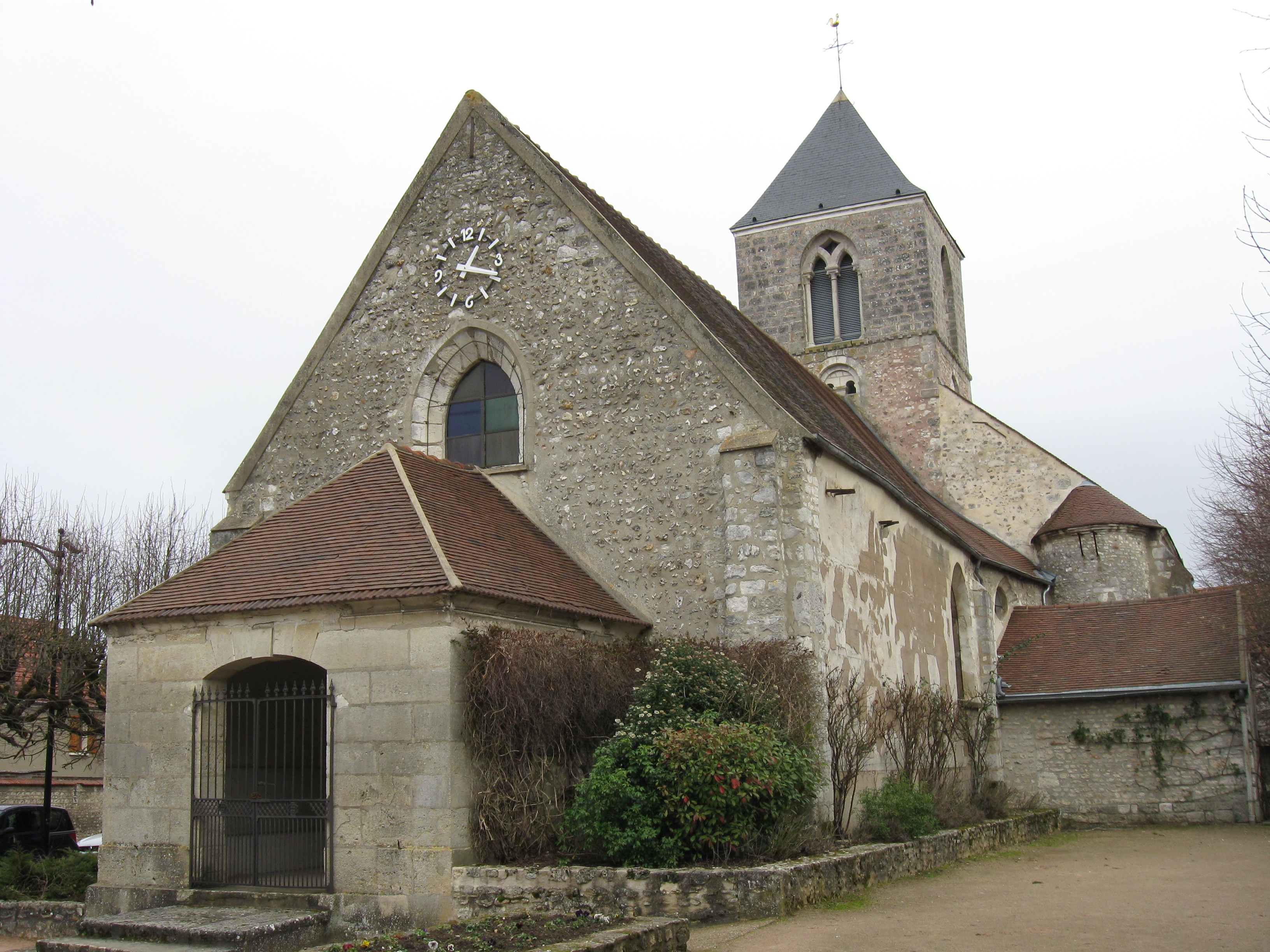
Kirche Saint-Sulpice

- Kirche Saint-Sulpice aus dem 12. Jahrhundert, umgebaut im 16. Jahrhundert, Monument historique seit 1927
- Friedhofskreuz, Monument historique seit 1966